# Brett Reed
Pour les articles homonymes, voir Reed.
Brett A. Reed, né le 12 juillet 1972 à Oakland en Californie, est un batteur américain. Il est essentiellement connu pour avoir été le batteur attitré du groupe de punk rock Rancid de 1991 au 3 novembre 2006. Il fut remplacé par Branden Steineckert. Les raisons de son départ demeurent inconnues.